# Serica trociformis
Serica trociformis är en skalbaggsart som beskrevs av Hermann Burmeister 1855. Serica trociformis ingår i släktet Serica och familjen Melolonthidae. Inga underarter finns listade i Catalogue of Life.